# Lidové síly
Lidové síly (arabsky القوات الشعبية‎), známé také jako Protiteroristická služba, jsou Izraelem podporovaná palestinská ozbrojená skupina v Pásmu Gazy vedená Jásirem abú Šabábem, která se staví proti Hamásu.
Skupina se skládá z přibližně 300 mužů, kteří operují ve východním Rafahu. Byla obviněna z rabování humanitární pomoci ve snaze čelit Hamásu. Izraelská podpora Lidových sil byla odhalena až v červnu 2025, ale skupina je aktivní přinejmenším od konce roku 2024.
Během probíhající války v Pásmu Gazy Abú Šabáb prohlásil, že Lidové síly vytlačily Hamás z východního Rafahu. Skupina údajně rabovala humanitární pomoc zaslanou do Pásma Gazy. Abú Šabáb také tvrdí, že jeho skupinu podporuje Palestinská autonomie. Skupina uvedla, že bude chránit civilisty před „terorem“ „vlády Hamásu“ a před „zloději pomoci“.
Izraelští opoziční politici Avigdor Lieberman, Ja'ir Golan a Ja'ir Lapid, nejmenovaný izraelský bezpečnostní úředník a ministerstvo vnitra Hamásu tvrdí, že Lidové síly jsou napojeny na Islámský stát (IS). Některé z významných osobností Lidových sil byly identifikovány jako bývalí ozbrojenci IS, kteří bojovali v povstání na Sinajském polostrově. Abú Šabáb popřel spojení s IS a označil je za propagandu, jejímž cílem je rozsévat nepřátelství mezi Araby a Izraelci.

## Zapojení skupiny do války v Pásmu Gazy

### Rabování humanitární pomoci
Dne 16. listopadu 2024 skupina Abú Šabába, s pomocí gangů a s vědomím Izraelských obranných sil, přepadla konvoj 109 kamionů s humanitární pomocí Organizace spojených národů v blízkosti izraelské vojenské základny u hraničního přechodu Kerem Šalom a 98 z nich vyplenila. Údajně byl Abú Šabáb strůjcem rabování. V rozhovoru pro Sky News Abú Šabáb popřel, že by se jeho muži podíleli na rabování nebo měli jakékoli spojení s Izraelem, a uvedl: „Pracujeme na tom, abychom zajistili, že se pomoc k našim lidem dostane bezpečně, bez vměšování nebo krádeží.“ Jeden humanitární úředník označil jeho tvrzení za „komická“.

### Střelba do civilistů u centra distribuce humanitární pomoci
9. června 2025 bylo u centra distribuce humanitární pomoci v Rafahu provozovávaném Humanitární nadací pro Pásmo Gazy zabito 14 lidí a dalších 99 bylo zraněno. Podle svědků střelby do davu stříleli jak izraelští vojáci, tak muži z lokální milice vedené Jásirem abú Šabábem.